# Ranunculus oreionannos
Ranunculus oreionannos är en ranunkelväxtart som beskrevs av Cecil Victor Boley Marquand och Airy Shaw. Ranunculus oreionannos ingår i släktet ranunkler, och familjen ranunkelväxter. Inga underarter finns listade i Catalogue of Life.